# 越津町
越津町（こしづちょう）は、愛知県津島市の地名。

## 地理
津島市中央部に位置する。東は神守町、西は中一色町、南は牛田町、北は椿市町・下切町に接する。

## 歴史

### 町名の由来
『尾張国地名考』によれば、かつて船着き場があったことによるという。

### 人口の変遷
国勢調査による人口および世帯数の推移。
| 1995年（平成7年）  | 368世帯 1301人 |  |
| 2000年（平成12年） | 371世帯 1216人 |  |
| 2005年（平成17年） | 385世帯 1184人 |  |
| 2010年（平成22年） | 434世帯 1194人 |  |
| 2015年（平成27年） | 453世帯 1212人 |  |

### 沿革
- 江戸時代には尾張国海東郡の尾張藩領佐屋代官所支配の越津村として所在[1]。
- 1889年（明治22年） - 越治村大字越津となる[1]。
- 1906年（明治39年） - 神守村大字越津となる[1]。
- 1955年（昭和30年）1月1日 - 津島市越津町となる[1]。

## 交通
- 愛知県道名古屋津島線[2]

## 施設
- 真宗大谷派念道寺[2]
- 浄土宗空厳院[2]
- 高野山真言宗引盛寺[2]
- 梁川八幡社[2]

### WEB
1. ↑  “愛知県津島市の町丁・字一覧”.   人口統計ラボ. 2023年3月12日閲覧。
2. ↑  総務省統計局 (2017年1月27日). “平成27年国勢調査の調査結果(e-Stat) - 男女別人口及び世帯数 －町丁・字等” (CSV). 2021年7月21日閲覧。
3. ↑  “愛知県津島市の郵便番号一覧”.   日本郵便. 2023年3月11日閲覧。
4. ↑  “市外局番の一覧” (PDF).   総務省 (2022年3月1日). 2022年3月22日閲覧。
5. ↑  総務省統計局 (2014年3月28日). “平成7年国勢調査の調査結果(e-Stat) - 男女別人口及び世帯数 －町丁・字等” (CSV). 2021年7月20日閲覧。
6. ↑  総務省統計局 (2014年5月30日). “平成12年国勢調査の調査結果(e-Stat) - 男女別人口及び世帯数 －町丁・字等” (CSV). 2021年7月20日閲覧。
7. ↑  総務省統計局 (2014年6月27日). “平成17年国勢調査の調査結果(e-Stat) - 男女別人口及び世帯数 －町丁・字等” (CSV). 2021年7月21日閲覧。
8. ↑  総務省統計局 (2012年1月20日). “平成22年国勢調査の調査結果(e-Stat) - 男女別人口及び世帯数 －町丁・字等” (CSV). 2021年7月21日閲覧。
9. ↑  総務省統計局 (2017年1月27日). “平成27年国勢調査の調査結果(e-Stat) - 男女別人口及び世帯数 －町丁・字等” (CSV). 2021年7月21日閲覧。

### 書籍
1. 1 2 3 4 5 6  「角川日本地名大辞典」編纂委員会 1989, p. 554.
2. 1 2 3 4 5 6 7  「角川日本地名大辞典」編纂委員会 1989, p. 1726.